# نبرد یاواتا
نبرد یاواتا (به انگلیسی: Battle of Yawata) نبردی در دوره نانبوکوچو در تاریخ ژاپن بود و در یاواتا، کیوتو، ژاپن رخ داد. این جنگ در ژانویه ۱۳۵۳ بین ارتش امپراتورهای شمالی و جنوبی ژاپن انجام شد، زیرا وفاداران (دربار جنوبی) به دنبال به دست آوردن پایگاهی برای عملیات درست خارج از پایتخت بودند که از آنجا بتوانند به  کیوتو حمله کنند. ارتش دربار جنوبی توسط موروئوشی رهبری می‌شد. سال بعد محاصره موفقیت‌آمیز کیوتو آغاز شد.